# West Bountiful
West Bountiful je město v okresu Davis County ve státě Utah ve Spojených státech amerických. K roku 2010 zde žilo 5 265 obyvatel. S celkovou rozlohou 7,7 km² byla hustota zalidnění 583,2 obyvatel na km².